# Hugo Kraas
Hugo Kraas (ur. 25 stycznia 1911 w Witten, zm. 20 lutego 1980 w Selk) – niemiecki wojskowy, SS-Brigadeführer, dowódca 12 Dywizji Pancernej SS. Uczestnik II wojny światowej.

## Biografia
Służył w 1 Dywizji Pancernej SS „Leibstandarte Adolf Hitler” i był ostatnim dowódcą 12 Dywizji Pancernej SS „Hitlerjugend”.
Brał udział w inwazji na Polskę, za co został odznaczony Krzyżem Żelaznym II klasy. Po bitwie o Holandię został odznaczony Żelaznym Krzyżem I klasy. Brał udział w kampanii bałkańskiej i operacji Barbarossa − inwazji na Związek Radziecki. W grudniu 1941 otrzymał Złoty Krzyż Niemiecki.